# Gyponana trirama
Gyponana trirama är en insektsart som beskrevs av Delong och Freytag 1964. Gyponana trirama ingår i släktet Gyponana och familjen dvärgstritar. Inga underarter finns listade i Catalogue of Life.